# بخش خولم-ژیرکوفسکی
بخش خولم-ژیرکوفسکی (به لاتین: Kholm-Zhirkovsky District) یک منطقهٔ مسکونی در روسیه است که در استان اسمولنسک واقع شده‌است.